# ヘスペリア号事件
ヘスペリア号事件（ヘスペリアごうじけん、独: Hesperia Zwischenfall）またはドイツ船検疫拒否事件（ドイツせんけんえききょひじけん）は、1879年（明治12年）、ドイツ船ヘスペリア号が日本政府の定めた検疫停船仮規則の実施をめぐって起こった日本とドイツ帝国の紛争事件である。

## コレラ禍

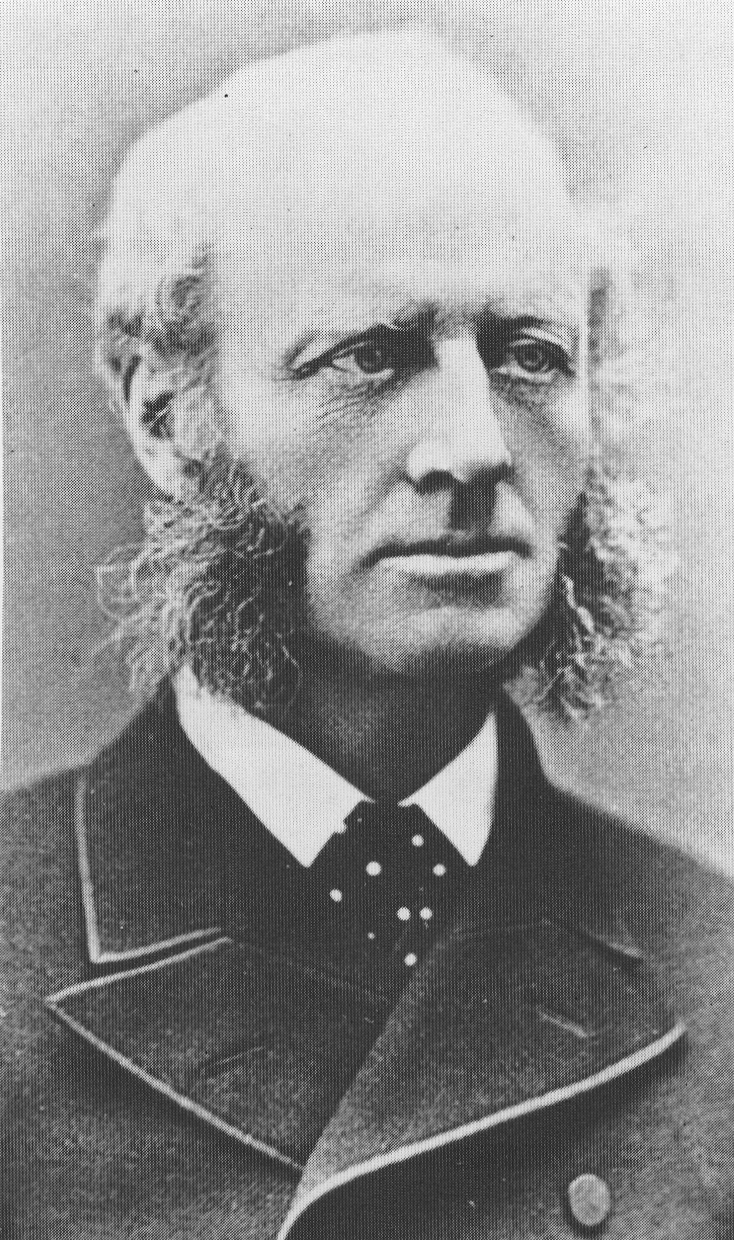
幕末から18年間駐日英国公使を務めたハリー・パークス

幕末以来、日本にはしばしばコレラが上陸して流行するようになり、コレラに罹患した人はあっけなく死んでしまうので、人びとは「コロリ」と呼んでおそれた。漢字では「虎列刺（コレラ）」「虎狼狸（コロリ）」の字があてられた。コレラの流行は、当時の都市生活の衛生状態が劣悪だったことにも起因している。西南戦争直後の1877年（明治10年）にも流行し、この年の夏は長崎から関西地方・関東地方に広がって、東京では北品川、市ヶ谷、本所において病院が新しく急造されるほどであった。この夏だけで614人がコレラのために死去している。
このコレラは翌78年にかけても流行し、当時はコレラ菌も未発見で特効薬もなかったところから、明治政府は、1878年（明治11年）8月、各国の官吏や医師も含めて共同会議をひらき、検疫規則をつくった。しかし、駐日英国公使であったハリー・パークスは、イギリス人が日本の法規を破ったとしてもイギリスの法規を破ったのでなければ犯罪の要件を構成しないとして、日本在住イギリス人はこの規則にしたがう必要なしと主張した。そのうちコレラはますます拡大してしまった。

## 事件の発生
1879年（明治12年）初夏、コレラは再び清国から九州地方に伝わり、7月には阪神地方など西日本で大流行した。政府は前年の検疫規則を修正し、検疫停船仮規則を作成して検疫の実施を図ったが、各国公使の同意を得ることができなかった。
阪神地方でのコレラの大流行を受けて、1879年7月3日、日本政府は各国公使に仮規則の内容を通知、これに対し、アメリカ合衆国・清国・イタリア王国の各国代表は異議のないことを伝えたが、ドイツ・イギリス・フランスは規則の不備を指摘して異議を唱えた。同月、ドイツ船ヘスペリア号が、コレラ流行地である清から日本へ直航してきたので、当局は神戸港外に停泊させていた。7月11日、ヘスペリア号が神戸から東京湾方面に入ろうとしたので、政府当局は、仮規則で定めた神奈川県長浦港（現横須賀市）に設けた検疫場に回航させた。これに対し、駐日ドイツ弁理公使であったフォン・アイゼンデッヘルは、公使館付一等軍医のグッヒョウを検疫場に派遣して独自の検査をおこない、異状のないことを確認し、ヘスペリア号の即時解放を強硬に要求した。

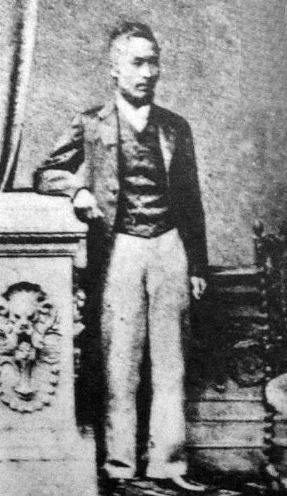
第4代外務卿寺島宗則

7月13日、アイゼンデッヘル公使は船長の不服申立書と立ち入り検査報告書の写しをたずさえて再度ヘスペリア号の解放を要求し、日本側の検疫規則にしたがうことはできない旨を申し伝えた。政府当局は最初、規則の遵守を主張したが、やがて譲歩して規則改正をおこない、異状のまったく認められない場合は停船日数を短縮することを認めた。しかし、ドイツ公使は14日、一方的に自主出港を通告、7月15日、検疫要請を無視したヘスペリア号は砲艦ウルフの護衛のもと横浜入港を強行した。これがヘスペリア号事件のあらましである。
検疫を受けた方が外国人居留地に在住する自国民の安全に資したはずであったが、かれらは日本の検疫そのものが厭わしいというよりは、これが糸口となって、日本の行政規則にしたがわなければならなくなることを警戒したのであった。
外務卿の寺島宗則は、この出来事について、日本の行政権に対する重大な侵害に相当するとして、ドイツ政府に対し厳重に抗議した。
なお、当時滞日中だったアメリカ合衆国前大統領グラントもドイツの態度を非難した。

## 影響
この年は横浜・東京はじめ関東地方でもコレラが大流行し、患者は全国で約16万8,000人、コレラによる死者は1879年だけで10万400人にも達した。東京市においても、市内数カ所にバラックの板囲いで避病院を急造して患者を隔離したが、1日平均200名を超過する新規患者が出るようになると、医師も看護婦も人手不足となり、ろくな看護も受けることなくほとんどの患者は死んでいった。死者は警察官立ち会いのもと火葬に付され、避病院も用済みになると建物ごと焼き捨てられた。
いっぽう、ヘスペリア号事件に先だって1877年（明治10年）、イギリス商人ジョン・ハートレーによる生アヘン密輸事件が発覚している。これは安政五カ国条約のなかの日米修好通商条約付属の貿易章程に違反していたが、翌1878年2月、横浜イギリス領事裁判法廷は生アヘンを薬用のためであると強弁するハートレーに対し無罪の判決を言い渡した（ハートレー事件）。また、開港以来の横浜居留地での生糸を中心とした貿易においても、外国人商人の商品代金踏み倒しなど不正な取引が頻発していた。しかし、治外法権によって守られていたこともあって、多くの場合、日本人側が泣き寝入りを余儀なくされていたのである。

1880年（明治13年）に着工された鹿鳴館（落成は1883年）

ヘスペリア号事件に対して、日本の国内世論は沸騰した。日本の知識人の多くが、この事件やハートレー事件等により、領事裁判権の撤廃なくば国家の威信も保たれず、国民の安全や生命も守ることのできないことを理解するようになった。世論は、日本の経済的不利益の主原因もまた、日本に法権の欠如していることが主原因であると主張するようになった。実際問題として、領事裁判においては、一般の民事訴訟であっても日本側当事者が敗訴した場合、上訴は上海やロンドンなど海外の上級裁判所に対しておこなわなければならず、一般国民にとって司法救済の道は閉ざされていたのも同然だったのである。
この事件は、不平等条約の改正の必要性を広く世論に知らしめた事件のひとつとなった。寺島宗則につづいて井上馨、大隈重信、青木周蔵など歴代の外交担当者はいずれも条約改正に鋭意努力した。しかし、日本が海港検疫権を獲得するのは、1894年（明治27年）に陸奥宗光外相下でむすばれた日英通商航海条約などの改正条約が発効した1899年（明治32年）を待たなければならなかった。
なお、この時期におけるコレラ・赤痢などの水系感染症の蔓延が一つの契機になって日本の近代水道事業が発展した（→日本のダムの歴史 参照）。医療の充実については、佐々木東洋によって杏雲堂病院が、佐藤泰然によって順天堂病院がひらかれたが、このころにひらかれた医療機関の多くは民間人の手によるものであった。